# Jean-Lin Journé
Jean-Lin Journé (* 5. Oktober 1957 in Paris; † 7. April 2016) war ein französischer Mathematiker, der sich mit Analysis befasste.
Journé studierte 1976 bis 1981 an der École normale supérieure und wurde bei Yves Meyer promoviert. Er war Professor an der Universität Paris.
1987 erhielt er den Salem-Preis mit Guy David für ihr T(1)-Theorem in der Theorie singulärer Integraloperatoren (Theorie von Caldéron-Zygmund). Er ist für das Gebiet von grundlegender Bedeutung.
Das T(1)-Theorem gibt an, wann ein durch eine Distribution als Kern eines Integraloperators gegebener Operator T zu einem  beschränkten linearen Operator auf dem Hilbert-Raum {\displaystyle L^{2}(\mathbb {R} ^{n})} erweitert werden kann. Die Kriterien dafür sind im Wesentlichen, dass der Operator T und sein adjungierter Operator angewandt auf die Einheitsfunktion (daher die Bezeichnung T (1)) von beschränkter mittlerer Oszillation sind.

## Schriften
- Calderón-Zygmund Operators, Pseudo-differential Operators, and the Cauchy Integral of Calderón, Lecture notes in mathematics, Springer, 1983.
- mit Guy David, Stephen Semmes: Opérateurs de Calderon-Zygmund, fonctions para-accrétives et interpolation, Rev. Mat. Iberoamericana, Band 1, 1985, S. 1–56.
- mit Guy David: A boundedness criterion for generalized Calderón-Zygmund operators, Ann. of Math. (2), Band 120, 1984, S. 371–397.